# Demas Barnes

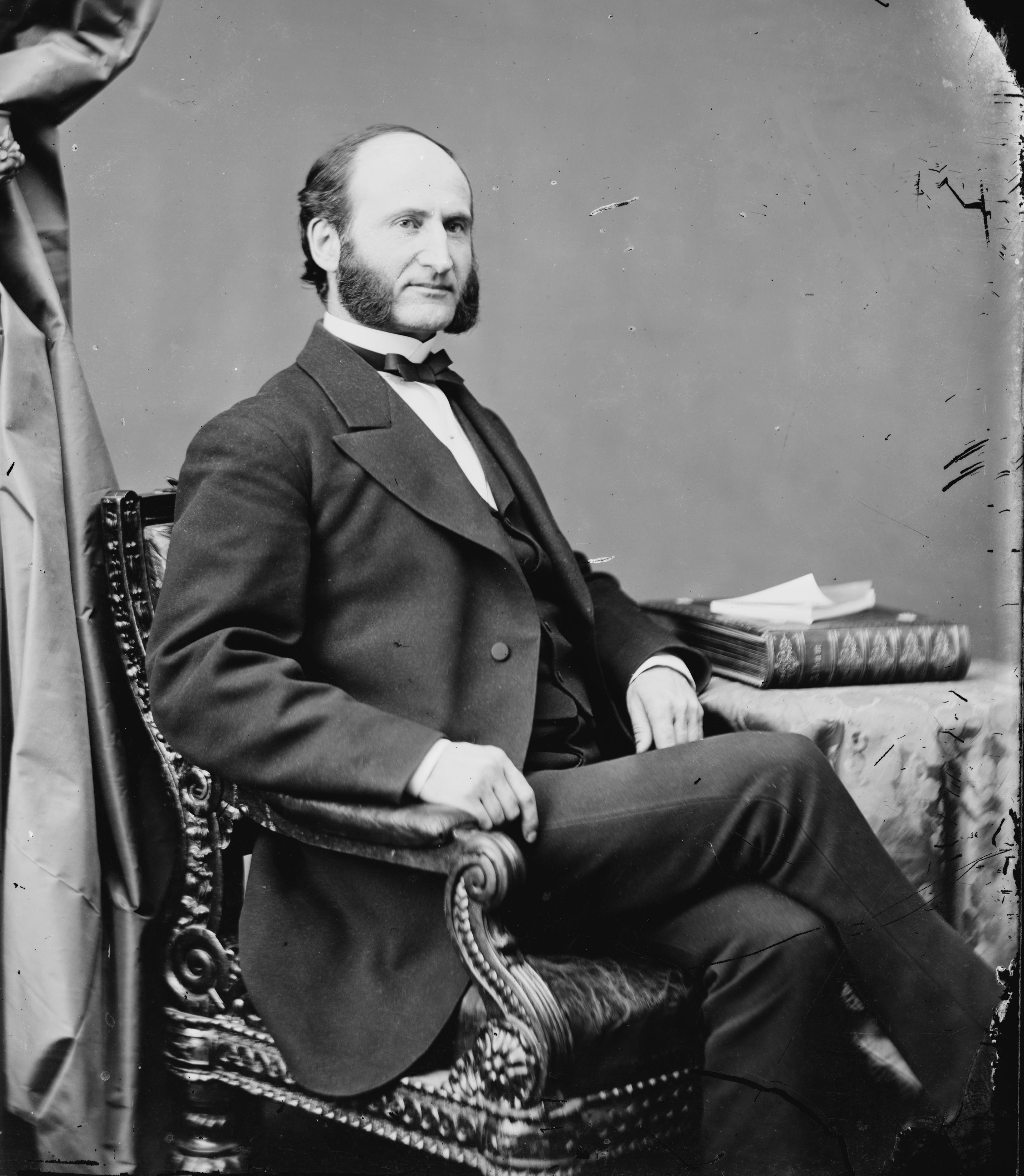
Demas Barnes (1827–1888)

Demas Barnes (* 4. April 1827 in Gorham Township, New York; † 1. Mai 1888 in New York City) war ein amerikanischer Politiker. Zwischen 1867 und 1869 vertrat er den Bundesstaat New York im US-Repräsentantenhaus.

## Werdegang
Demas Barnes besuchte öffentliche Schulen und ging dann kaufmännischen Geschäften nach. 1849 zog er nach New York City und verfolgte dort Arzneimittelgeschäfte. Barnes durchreiste in einem Wagen den Kontinent und studierte währenddessen das Rohstoffvorkommen in Colorado, Nevada und Kalifornien. Danach kehrte er nach New York City zurück, wo er Artikel bezüglich seiner Erfahrungen verfasste und diese dann veröffentlichte.
Politisch gehörte er der Demokratischen Partei an. Bei den Kongresswahlen des Jahres 1866 wurde er im zweiten Wahlbezirk von New York in das US-Repräsentantenhaus in Washington, D.C. gewählt, wo er am 4. März 1867 die Nachfolge von Teunis G. Bergen antrat. Da er auf eine erneute Kandidatur im Jahr 1868 verzichtete, schied er nach dem 3. März 1869 aus dem Kongress aus.
Ungefähr acht Jahre nach dem Ende des Bürgerkrieges gründete er die Brooklyn Argus und war auch als Herausgeber der Zeitung tätig. Daneben ging er Immobiliengeschäften nach. Er saß im Bildungsausschuss (Board of Education). Dann war er einer der ursprünglich Trustees von der Brooklyn Bridge, als diese noch ein Privatunternehmen war. Barnes verstarb am 1. Mai 1888 in New York City und wurde dann auf dem Green-Wood Cemetery beigesetzt.